# رمز مصفوفي

ترميز مصفوفي لنص "Wikipedia, Wikipedia, the free encyclopedia"

الرمز المصفوفي أو (بالإنجليزية Data Matrix Code) هو مصفوفة ثنائية الأبعاد تتكون من «خلايا» سوداء وبيضاء، مربعة أو مستطيلة، مرتبة بنمط معين لترميز مجموعة من المعلومات (نصوص أو أعداد) يمكن لأحجام المعلوبات المرمزة أن يتراوح من 1 wwEE5181
56 بايت (أي أكثر من كيلو بايت). يعتمد طول المعلومات المرمزة على عدد الخلايا المستخدمة بالمصفوفة. يمكن أن تضاف رموز تصحيح الخطأ لزيادة اعتمادية الرمز حيث تمكن هذه الرموز من قراءة الرمز حتى لو كان معطوبا جزئيا. يمكن لرمز مصفوفة البيانات تخزين ما يصل إلى 2335 محرف.